# Portia de Rossi
Portia Lee James DeGeneres (született Amanda Lee Rogers, művésznevén Portia de Rossi) (Horsham, Victoria, Ausztrália, 1973. január 31. –) ausztrál–amerikai színésznő és modell.

## Filmográfia

### Film
| Év   | Magyar cím                                           | Eredeti cím                  | Szerep                          | Magyar hang   |
| ---- | ---------------------------------------------------- | ---------------------------- | ------------------------------- | ------------- |
| 1994 | Szirének                                             | Sirens                       | Giddy                           | Hámori Eszter |
| 1995 |                                                      | The Woman in the Moon        | Shauna                          |               |
| 1997 | Sikoly 2.                                            | Scream 2                     | Murphy nővér a lányszövetségből | Dögei Éva     |
| 1998 |                                                      | Girl                         | Carla Sparrow                   |               |
| 1999 |                                                      | The Invisibles               | Joy                             |               |
| 1999 |                                                      | American Intellectuals       | Sarah                           |               |
| 1999 | Stigmata                                             | Stigmata                     | Jennifer Kelliho                | Botos Éva     |
| 2001 |                                                      | Women in Film                | Gina                            |               |
| 2001 | Baklövészet                                          | Who Is Cletis Tout?          | Tess Donnelly                   | Roatis Andrea |
| 2003 |                                                      | Two Girls from Leemore       | vak nő                          |               |
| 2003 | Szemtanú                                             | I Witness                    | Emily Thompson                  | Orosz Anna    |
| 2003 | Szikrázó éjszaka (Nesze neked, Frankie)              | The Night We Called It a Day | Hilary Hunter                   | Mezei Kitty   |
| 2004 | Halálos hétvége                                      | Dead & Breakfast             | Kelly                           |               |
| 2005 | Vérfarkas                                            | Cursed                       | Zela                            |               |
| 2009 | Az ambíciótól a megértésig – Az életcélod megtalálás | The Shift                    | Denise Moore                    |               |
| 2014 |                                                      | Unity (dokumentumfilm)       | narrátor                        |               |
| 2015 |                                                      | Now Add Honey                | Beth Halloway                   |               |

### Televízió
| Év        | Magyar cím                    | Eredeti cím                                     | Szerep                   | Megjegyzések                                                    |
| --------- | ----------------------------- | ----------------------------------------------- | ------------------------ | --------------------------------------------------------------- |
| 1995–1996 |                               | Too Something                                   | Maria Hunter             | főszereplő (22 epizód)                                          |
| 1996–1997 |                               | Nick Freno: Licensed Teacher                    | Elana Lewis              | főszereplő (22 epizód)                                          |
| 1997      |                               | Veronica's Closet                               | Carolyn                  | 1 epizód                                                        |
| 1998      |                               | Astoria                                         | ismeretlen szerep        | tévéfilm                                                        |
| 1998      | Tökéletes gyilkosok           | A Breed Apart                                   | Lana Collins             | tévéfilm                                                        |
| 1998–2002 | Ally McBeal                   | Ally McBeal                                     | Nelle Porter             | főszereplő (89 epizód)                                          |
| 1999      |                               | Ally                                            | Nelle Porter             | főszereplő (12 epizód)                                          |
| 2002      | Örökifjak                     | The Glow                                        | Jackie Lawrence          | - tévéfilm - magyar hangja: - Kisfalvi Krisztina                |
| 2002      |                               | The Twilight Zone                               | Laurel Janus             | 1 epizód                                                        |
| 2003      | Ifjabb John Kennedy története | America's Prince: The John F. Kennedy Jr. Story | Carolyn Bessette-Kennedy | tévéfilm                                                        |
| 2003      |                               | Mister Sterling                                 | Lauren Barnes            | 2 epizód                                                        |
| 2003–2019 | Az ítélet: család             | Arrested Development                            | Lindsay Bluth Fünke      | - főszereplő (70 epizód) - magyar hangja: - Kiss Virág Magdolna |
| 2007–2009 | Kés/Alatt                     | Nip/Tuck                                        | Olivia Lord              | - visszatérő szereplő (5. évad) - 10 epizód                     |
| 2009–2010 | Dilinyósok                    | Better Off Ted                                  | Veronica Palmer          | főszereplő (26 epizód)                                          |
| 2012      |                               | Mockingbird Lane                                | Lily Munster             | próbaepizód                                                     |
| 2014      | Sean, a csodaapa              | Sean Saves the World                            | Jill                     | 1 epizód                                                        |
| 2014–2017 | Botrány                       | Scandal                                         | Elizabeth North          | - visszatérő szereplő (4. évad) - főszereplő (5–6. évad)        |
| 2017      | Dél-kaliforniai diéta         | Santa Clarita Diet                              | Dr. Wolf                 | 2 epizód                                                        |
| 2017      | Dr. Plüssi                    | Doc McStuffins                                  | Edie (hangja)            | 1 epizód                                                        |
| 2017      | Family Guy                    | Family Guy                                      | Bonnie Swanson (hangja)  | 1 epizód                                                        |
| 2022      |                               | The Kardashians                                 | önmaga                   | 1 epizód                                                        |